# Tecapa, Mexiko
Tecapa är en ort i Mexiko.   Den ligger i kommunen Ilamatlán och delstaten Veracruz, i den sydöstra delen av landet, 160 km norr om huvudstaden Mexico City. Tecapa ligger 1 188 meter över havet och antalet invånare är 849.
Terrängen runt Tecapa är kuperad åt nordost, men åt sydväst är den bergig. Runt Tecapa är det ganska glesbefolkat, med 42 invånare per kvadratkilometer. Närmaste större samhälle är Zoquitipán, 19,7 km norr om Tecapa. I omgivningarna runt Tecapa växer i huvudsak städsegrön lövskog.